# Exocelina rasjadi
Exocelina rasjadi är en skalbaggsart som beskrevs av Watts och William F. Humphreys 2009. Exocelina rasjadi ingår i släktet Exocelina och familjen dykare. Inga underarter finns listade i Catalogue of Life.